# アバクロンビー&フィッチ
アバクロンビー&フィッチ（Abercrombie & Fitch 、A&F）は、
1. カジュアルファストファッションブランド。
2. 1の製品の製造・販売を行う企業(1のブランド以外も展開している)。

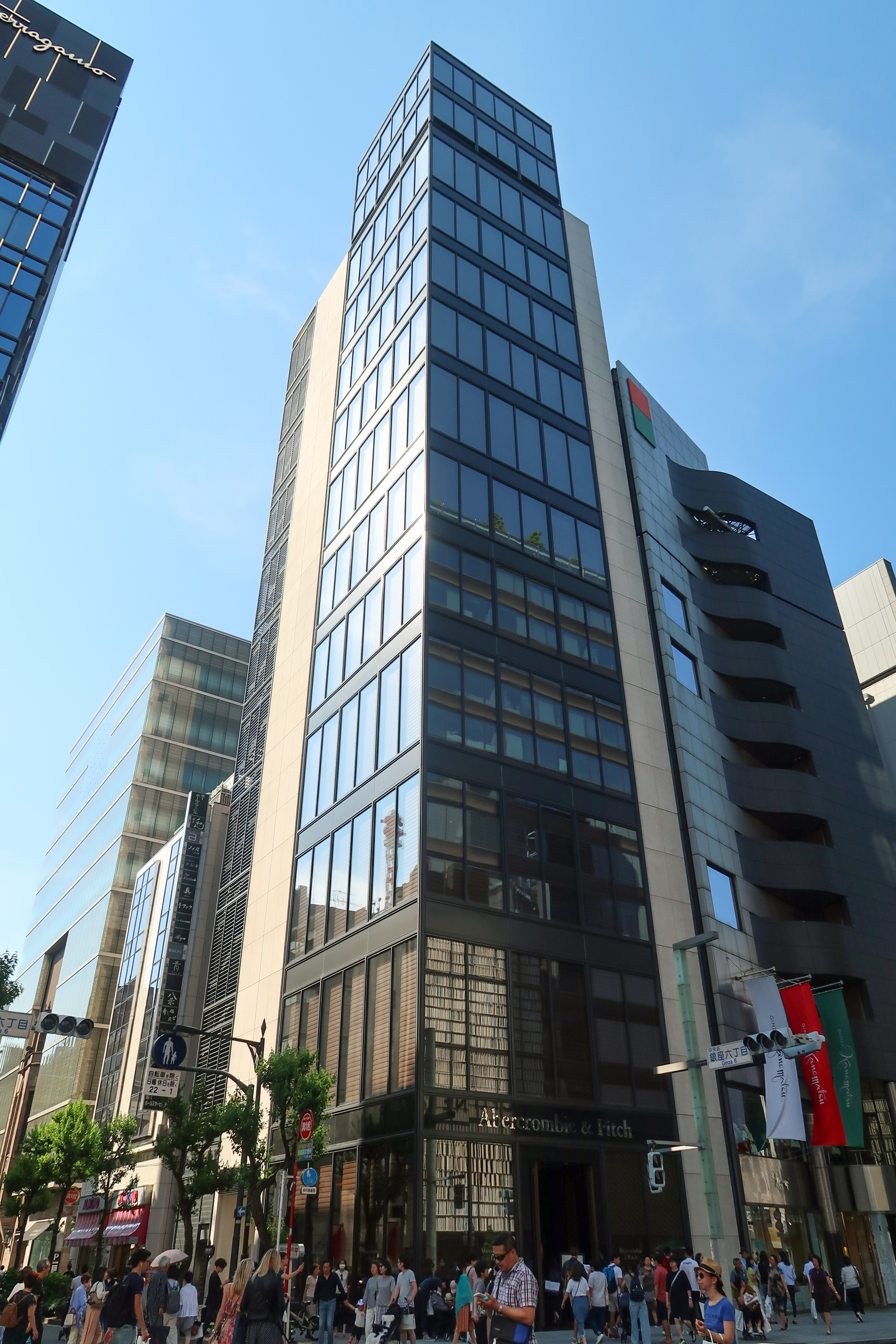
東京銀座旗艦店

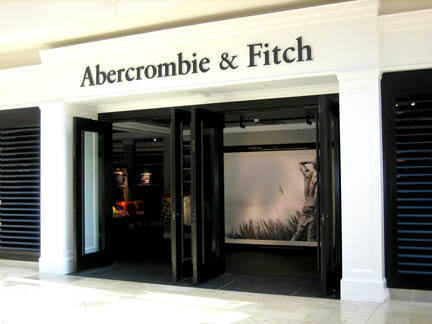
オーランドの店舗

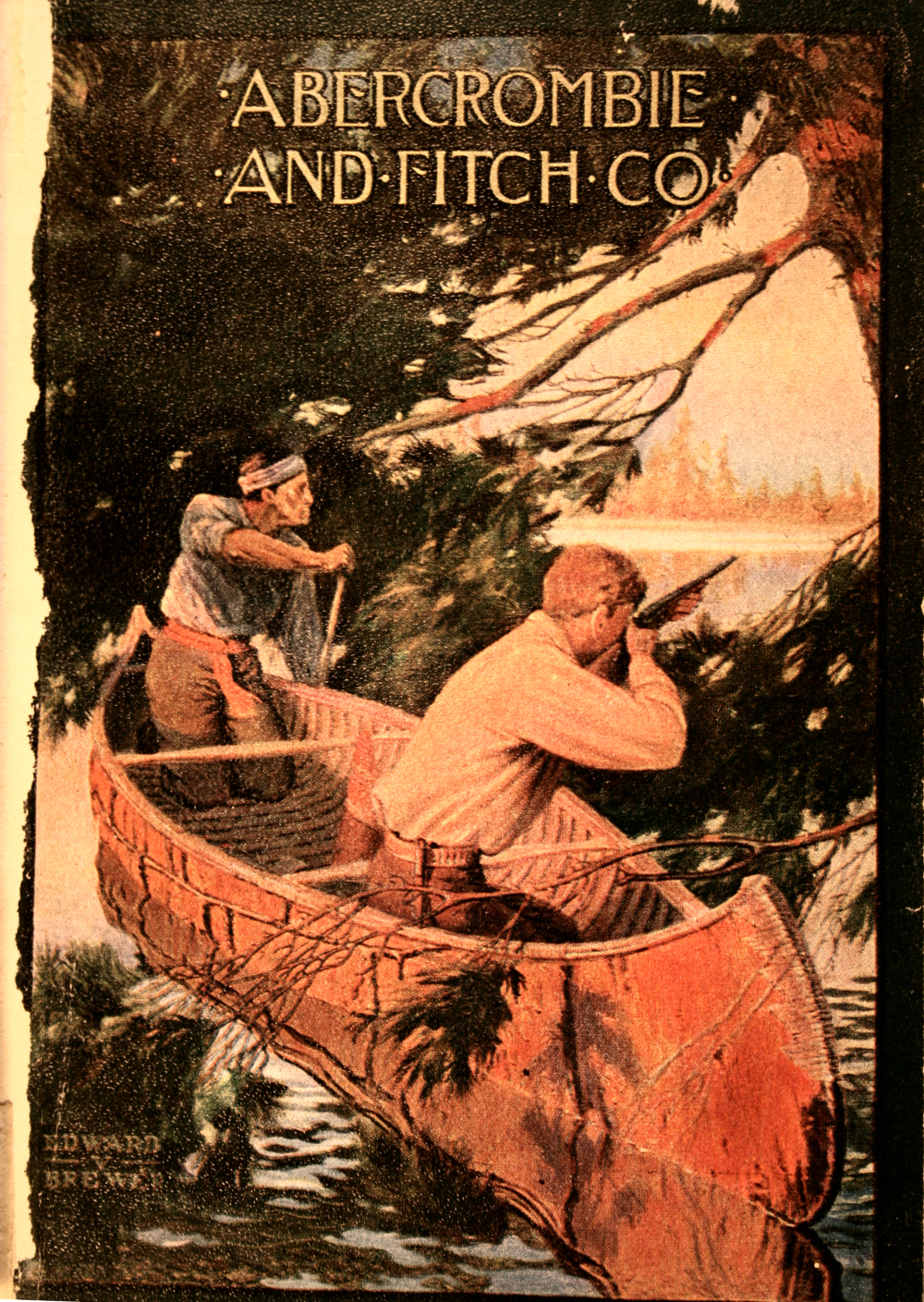
1909年のカタログの表紙

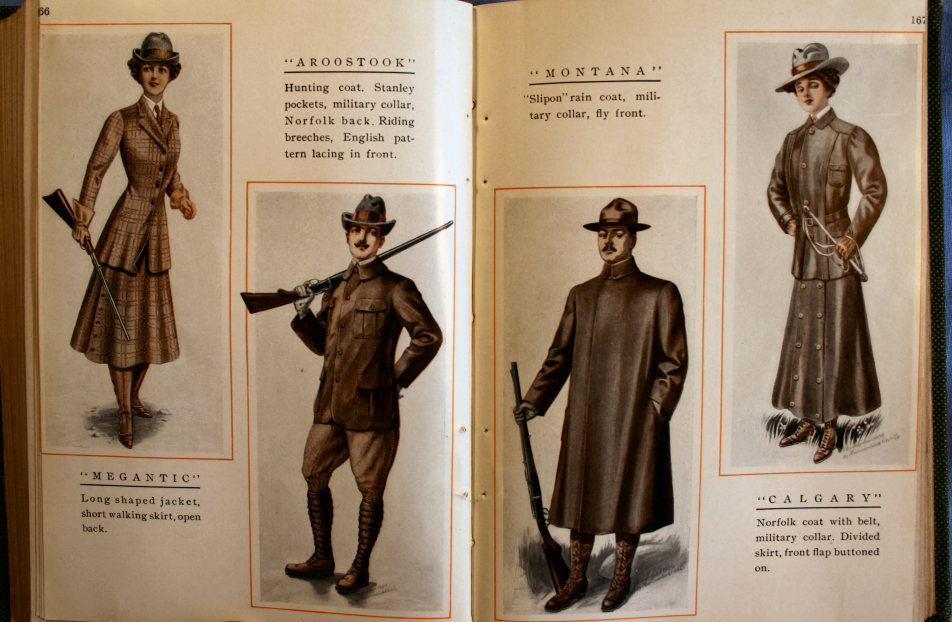
1909年のカタログ

本社は、アメリカ合衆国オハイオ州ニューオールバニ。日本での通称はアバクロ。ロゴマークはヘラジカ。ハリウッド俳優などの有名人が愛用することでも有名。店員に白人男性を優遇するなど、物議を醸したこともあった。
アバクロンビー&フィッチ以外に、セカンドラインとして1998年から7-16歳が客層の「アバクロンビー」（abercrombie ）、2000年から14-18歳が客層の「ホリスター・カンパニー」（Hollister Co. ）、2008年から下着やラウンジウェア専門の「ギリーヒックス」（Gilly Hicks ）というブランドを展開している。2004年から22-35歳の客層に展開していた姉妹ブランド「ルールナンバー925」（Ruehl No.925 ）は、2010年1月末で使用されなくなった。

## 概要
アバクロンビー&フィッチは、1996年にリミテッドからスピンオフされ、現在はニューヨーク証券取引所（NYSE: ANF）に上場している。2007年12月末には、アメリカ国内ではアバクロンビー&フィッチを359店、アバクロンビーを202店、ホリスターを444店、ルールナンバー925を21店運営していたが、ルールナンバー925は2010年1月に閉店した。

### アメリカ国外展開
アメリカ国内に350店舗以上を展開している一方、国外展開には消極的であった。
アメリカ国外では、カナダ、イギリス、フランス、ドイツ、ベルギー、イタリア、デンマーク、スペイン、アイルランド、日本、シンガポール、香港、中国の13カ国に展開している。
カナダでアバクロンビー&フィッチとアバクロンビーを各5店、アバクロンビーを3店、ホリスターを1店、イギリスのロンドンにアバクロンビー&フィッチを2店開設している。
日本でも2007年に出店する計画があり、100%子会社の「ANF（エーエヌエフ）」を川崎に設立したが、イギリス・カナダへの出店が優先され日本進出は取りやめになった。同じ品を複数注文したり、サイズ違いの品を注文したりすると、業者による並行輸入を目的とした発注とみなされ、受注を拒否されることがあったものの、公式サイトからネットショッピングすることが可能である。
2009年12月15日、東京都中央区銀座六丁目に直営店をオープンした。これ以降、日本からの公式サイトへのアクセスでは、銀座直営店と同様日本円での価格表示となるため円高差益が享受できず、日本進出前より割高となっている。
2010年11月11日に、銀座店に続く日本第2号店として、国内最大店舗の福岡店を福岡市中央区天神二丁目の天神西通りにオープンした。
2011年12月15日に、シンガポールオーチャード通りにシンガポール第1号店をオープンした。
2012年8月11日に、香港中環（セントラル）のペダービルに香港第1号店をオープンした。

## 歴史

### 創業
1892年に、ニューヨーク州でデイビット・T・アバクロンビーが創業した。創業当初は、スポーツショップとして、高品質なキャンプ・狩猟関連用品を商品として提供していた。1900年に顧客だったエズラ・フィッチが経営に参加し、1904年から「アバクロンビー&フィッチ」となっている。

### 紳士向け
元々は、男性向きの無骨な商品がメインであり、冒険好きで知られたアメリカ人作家のアーネスト・ヘミングウェイもよくここで洋服や釣り道具を購入しており、「あそこはマッチョが行く所だ」と作家仲間に薦めているほどであった。
ヘミングウェイの言葉通り、当時は顧客の85パーセントが男性で、残りも男性客についてきた女性客であり、女性が自主的に選択するタイプの店ではなかった。

### 方針転換

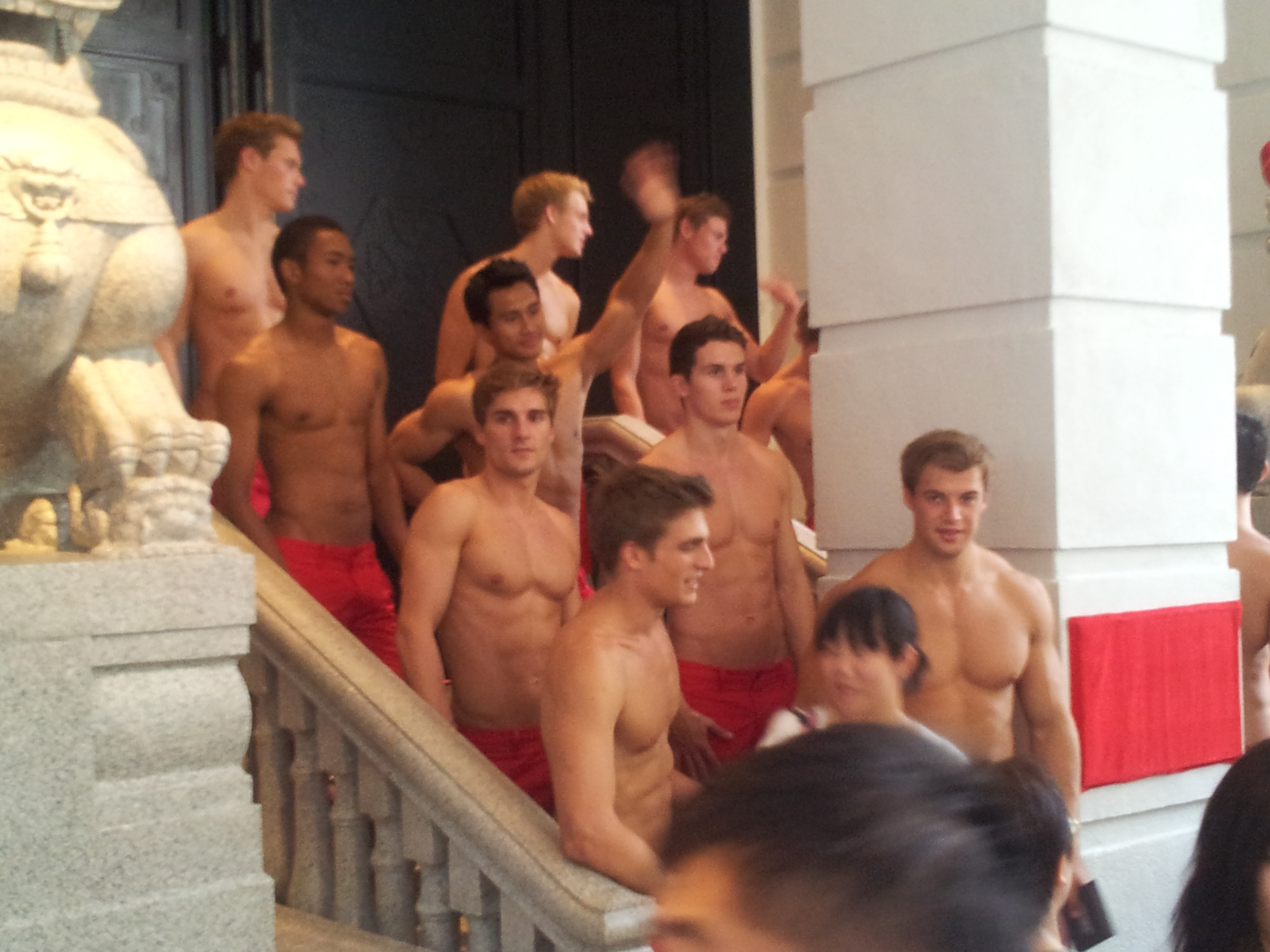
ジェフリーズ時代の同社の「性的マーケティング」の典型である半裸のモデルたち（2012年）

しかし、1988年にリミテッド（現Lブランズ）により買収され、1992年にマイケル・ジェフリーズをCEOに迎えてからは方針を一変させ、20代前半をターゲットにした、ヴィンテージ風カジュアルブランドに変身した。
その後は、カジュアルながらも健康的なセクシーさがあり、体にフィットするデザインが人気となった。このカジュアルファッションブランドへと変わったのが1992年であり、創業が1892年でもあるため、アバクロンビー&フィッチ（KIDS）の服には「92」というロゴが多く入っている。
創業以来、商品の価格は値引きしない方針を採ってきたが、2009年12月に異例の大幅値下げをおこなった。しかしそれにもかかわらず、アメリカ本土での既存店売上高は前年同月比で19％減少した。不況下にあって、競合ブランドのアメリカン・イーグル、エアロポステルなどは売り上げを伸ばしており、米国内においてはブランド戦略・差別化戦略の見直しが求められた。
米国・カナダ以外では大衆化・日常化によるブランド価値の低下は起こっておらず、好調を維持している。
店内には、非常にきつい香水がふりまかれており、店舗の周囲数十メートル範囲まで匂うほどで、このため東京の銀座店が開店した当初、周辺の料理店から顰蹙を買うことになった。また、半裸でマッチョな男性店員が客を出迎える、という独特なサービスが行われている。
2010年代以降、アバクロンビーの業績は下降し、2014年の時点でアメリカにあった220店舗を閉鎖していた。また、銀座店の翌年にオープンした福岡店も、業績悪化を理由にオープンから1年で旗艦店からアウトレット店に形態を変更していた。

### ジェフリーズの辞任
2013年、2006年の『Salon Magazine 』のインタビューでCEOのマイク・ジェフリーズが語った、アバクロンビーの販売活動手法に対する非難が巻き起こった。インタビューの中で、彼は魅力的な人々に対して商売をしていると述べ、自分が排他的であることも隠さなかった。また彼は、10号以上のサイズの女性は「魅力的でない」として、10号以上の女性用の衣類は製造しないと語った。
彼の性差別的なやり方は、投資家からも問題視されており、2014年1月には、同社の役員会によって会長の座から追い出された。
また、彼は2014年12月にCEOを辞任した。

### 再方針転換
ジェフリーズが去った後の同社では、経営改革が進められており、2015年4月24日には、従業員の雇用規程が改訂され、外見上の魅力を採用基準にしないという声明が発表された。
顔へのピアスや、タトゥーは引き続き禁じる一方、身体障がいがあったり、宗教上の理由で通常とは異なる服装を要する社員であっても快適に働けるようにする方針がとられた
また、客が楽しく買い物をできるようにするため、きつい香水や大音量の音楽といった装飾を削減する方針も報じられた。
さらに、新規出店等のイベントに参加させるモデルには服を着させ、同年7月までには、半裸のモデルをあしらったポスターや買い物袋等の扱いも終了した。
2016年秋には、性的なアピールを排し、様々な人種のモデルを採用したホリデーシーズン向けのキャンペーンを発表した。
2年間CEO不在の状態が続いた後、2017年2月には社長兼チーフ・マーチャンダイジング・オフィサーを務めていたフラン・ホロヴィッツがCEOに就任した。

## 法的問題

### 雇用に対する差別問題
2004年、アメリカ合衆国にてゴンザレス対アバクロンビー&フィッチの訴訟でアフリカ系アメリカ人、ラテン系アメリカ人、アジア系アメリカ人および女性から、白人系アメリカ人の従業員を優先して雇用し、Brand Representatives またはModels と呼ばれる販売員やストア・マネージャーのポジションが白人男性に優先権があり、それ以外の人種は雑用職のみに雇用したとして、人種差別の疑いで集団告訴された。 アバクロンビー&フィッチは複雑訴訟形態の示談に応じ、(1) 400万ドルが採用試験に応募したアフリカ系アメリカ人、ラテン系アメリカ人、アジア系アメリカ人および女性で採用されなかった、あるいは適切なポジションに配置されなかった者に対して支払われ、(2) 雇用形態、業績測定基準、販売促進政策を見直し、(3) 内部苦情処理方法を見直し、(4) Vice President of Diversity との面会、(5) マイノリティの雇用志願者25名を雇用、(6) 白人系フラタニティとソロリティからの求人慣習の撤廃、(7) マーケティング部門へのマイノリティの配置、(8) neutral court への報告、年2回の進捗状況の監視、(9) 年1回の裁判所への報告を行なうこととなった。
2009年、イギリスロンドンのサヴィル・ロウにある、アバクロンビー&フィッチのフラッグシップストアで働いていた22歳の法学生Riam Dean が、労働裁判所に身体的人権侵害を受けたとして告訴した。この法学生は、先天的に左腕がなく、雇用当初は義手を隠すために長袖の服を着る特例が出された。しかし、アバクロンビー&フィッチは、会社の「外見規定」に違反しているとして、法学生を客の目に届かない倉庫で働くように命じた。彼女は障害者差別で訴え、賠償として2万ポンドを請求。2009年8月、労働裁判所は、法学生が不当に異動させられ、違法な嫌がらせをしたとの判決を出した。精神的苦痛、不当解雇、給料の削減の保証として、法学生に8,013ポンドを支払うように命じた。
2009年9月、17歳のSamantha Elauf が、2008年6月にオクラホマ州タルサにある、ウッドランド・ヒルズ・モールのアバクロンビー・キッズの販売員に雇用志願したところ、宗教上の理由によりヒジャブを着用していることが「外見規定」に違反している、としたため雇用機会均等委員会により地方裁判所に訴えられた。連邦地裁は、同社による差別を認めた一方、第10巡回控訴裁判所（高裁）は「宗教上の便宜供与が必要なことを明確に通知」した従業員が、1964年の公民権法の保護対象となると判断したため、米雇用機会均等委員会は連邦最高裁判所に提訴していた。そして、2015年6月1日、連邦最高裁は「事前に確認しているか否かにかかわらず、求職者の宗教上の慣習を雇用を決定する要素にしてはならない」という判断の元、同社による差別があったと認定した。
2010年、カリフォルニア州サンマテオのホリスター・カンパニーで働いていたムスリムの女性Hani Khan が、ヒジャブの着用をやめるよう要求されたことを断ったことにより解雇された。代理人によると、彼女が宗教上の理由により着用していたヘッドスカーフは「外見規定」に違反している、とのことであった。市民自由保護団体のCouncil on American–Islamic Relations は、この解雇は非差別法に違反しているとし、雇用機会均等委員会に苦情を訴えた。
2011年、ベルギーのCentre for Equal Opportunities and Opposition to Racism は、この企業が25歳以下しか雇わず、容姿に厳しく、上半身裸になった男性販売員には報奨金を与えているなどとして、雇用や報酬形態の調査に入った。

### 客に対する問題

#### 自閉症の少女に対する差別
2009年9月、自閉症のある肉親の試着の手伝いをするため、10代の少女が試着室に入ろうとしたところ、店側が入室を拒否したとして、11万5千ドル以上の賠償を支払うよう、ミネソタ州人権局により命じられた。ミネソタ州人権局の法務マネージャーMichael K. Browneによると、企業から賠償金支払いを拒否された。

#### 試着室の盗撮
2009年9月、16歳の少女が試着室で、従業員のKenneth Applegate II にビデオを撮影されたとして、訴えた。彼はこの訴えを否定したが、数日後、同僚がこのカメラを発見した。

#### 無線機落下事故
2010年5月15日、東京都中央区にあるアバクロンビー&フィッチ銀座店にて、店員が携帯していた無線機が、9階の吹き抜けから30メートルほど落下し、1階にいた女性客の頭部に直撃、女性は重症を負い病院に搬送された。この店舗は、1階から11階が吹き抜けになっている。同店は事故の経緯などについては開示しないとしている。警視庁築地警察署によると、店は客との示談交渉を進めており、無線機に転落防止用のストラップをつけるとしている。

## 論争および批判
1988年の再生以降、雇用形態、商品、宣伝活動などの性的表現や人種の問題で多数の非難に直面してきた。
アバクロンビー&フィッチは、客の目につきにくいバックヤードでの仕事を強要されたと主張したアフリカ系アメリカ人、アジア人、ラテン人従業員に400万ドルを支払う、という雇用機会均等委員会の訴えに同意した。雇用機会均等委員会は人種、民族、性別に関わらず、全ての人々に平等の機会を与えることを要求した。
また、2009年11月、国際労働権利フォーラムで弁護士団により、Sweatshop Hall of Shame 2010 (2010年労働搾取企業の恥の殿堂)に選ばれた。

### パンフレット
保守的および、宗教的グループは1997年から2003年にかけて、アメリカで発行されたパンフレットの露骨な性的表現によりボイコットを呼びかけた。このパンフレットにはブルース・ウェーバーによるヌード写真、性的な記事、アルコール飲料のレシピなどが含まれていた。あくまでカタログとしての位置づけであり、商品の情報や価格が掲載されている。このパンフレットの広告は『Interview』、『Out 』、『ローリング・ストーン』、『ヴァニティ・フェア』にも掲載された。
未成年にはこのパンフレットは販売しないという企業の方針にもかかわらず、批評家は実際は未成年でも容易に入手できると主張。2003年、多数の宗教組織、女性の権利活動家、アジア系アメリカ人グループはこの出版物のボイコットや抗議、およびクリスマス版のカタログを店舗に置かないよう主張した。2010年6月17日の企業による発表によると、ジェフリーズは「実は古くなってうんざりしてきていたし、飽きてきた」ことからこのパンフレットをやめることとし、2010年7月17日から電子メール登録者を対象に、新しいパンフレット『The Return of the A&F Quarterly 』の予約受付を開始した。

### 商品への批判
2002年、初期の華僑を連想させるノンラーをかぶった笑顔のキャラクターと共に「Wong Brothers Laundry Service – Two Wongs Can Make It White 」(ウォン兄弟の洗濯屋 - 2人のウォンが白くする)の文字を掲載したTシャツを販売しが、スタンフォード大学の非白人系アメリカ人グループによるボイコットが起こり、謝罪し販売を中止した。同年、子供服部門で発売されていたプレティーンの女児用下着のTバックの前面には「Eye Candy 」(目の保養の意)、「Wink Wink 」などの文字が掲載されており、全米各地で親達による店舗前での抗議が展開されたため、販売中止となった。
2004年、アメリカの田舎で起こることがある近親相姦を暗示する「It's All Relative in West Virginia 」との文を掲載したTシャツが販売された。ウェストバージニア州知事ボブ・ワイズは「事実無根のウェストバージニアのネガティヴなステレオタイプ」と反論したが、このTシャツの販売は続行された。
男性体操選手がつり輪で体をL字にしている絵の横に「L is for Loser 」(敗者(Loser)のLの意)と書かれたTシャツが販売され注目を集めた。アメリカの体操選手の団体USA Gymnastics 会長Bob Colarossi は、アバクロンビー&フィッチがスポーツを嘲ったとしボイコットを表明したことから、2004年10月、このTシャツの販売を中止した。
2005年、ペンシルベニア州南西部のNPOWomen and Girls Foundation は「Who needs brains when you have these?(これ(胸)があるのに脳なんて必要ないでしょ?)」、「Available for parties (いつでもパーティーに誘って)」、「I had a nightmare I was a brunette (黒髪になった悪夢を見ちゃった)」などの挑発的な言葉が掲載されたTシャツに抗議し、「ボイコット(Boycott)」ならぬ「ガールコット(Girlcott)」を開始した。この抗議行動は『トゥデイ』で全米に放送され、2005年11月5日、これらのTシャツは店舗から撤去された。放送から5日後、これらのうち2種類のシャツを撤去し、これらのTシャツの製造に関して彼女らに謝罪をし、ガールコットを行なった少女達と重役が本社で面会することに同意した。
サウスカロライナ州グリーンビルに位置する、プロテスタント系大学であるボブ・ジョーンズ大学および、提携するキリスト教系の学校が「神の名に背くほど尋常でない、異常な邪悪の顕示」であるとし、キャンパス内へのアバクロンビー&フィッチやホリスター・カンパニーの衣類の着用、持ち込み、展示を禁じた。
2004年の値上げ後、製品の値段が高過ぎるとされた。イギリスのロンドンにフラッグシップ・ストアを開店後、アメリカでの価格よりも2倍の価格がつけられていると批判された。
2009年夏の新年度キャンペーンでの「ユーモア・Tシャツ」で再度批判を受けた。「Show the twins (双子に見せる)」とし、若い女性がブラウスの前をあけて2人の男性に見せている絵が掲載されている。他のTシャツには「Female streaking encouraged (ストリーキングする女性大歓迎)」、「Female Students Wanted for Sexual Research (性の研究で女生徒募集中)」などと書かれている。アメリカのキリスト教団体American Family Association は、性を娯楽とするライフスタイルを誇示するシャツに異議を唱え、性的な描写のシャツを撤去するよう求めた。
2010年代に入ると、前述の雇用や消費者に対する差別問題等のイメージから、10代の痩せた白人達だけのブランドだという見方が出てしまった。

### 外傷センターの名称変更
2008年、オハイオ州コロンバスにあるNationwide Children's Hospitalが、同社からの1,000万ドルの寄付を受け、救急救命室の名称を「Abercrombie & Fitch Emergency Department and Trauma Center (アバクロンビー&フィッチ救急救命室外傷センター)」と変更した。100名以上の医師や弁護士の署名が含まれるCampaign for a Commercial-Free Childhood の書簡で、「商品の売買や衣類に子供を性的にターゲットにしたこの企業の最悪の歴史」があるとして、名称変更に反対した。

### 5番街給与問題
2010年3月、ニューヨークの5番街にあるフラッグシップ・ストアの従業員70名以上に対し、隔週の給与が約1ヶ月支払われなかった。FOXニュースがこの問題を取り上げ、同社のスポークスパーソンは、コンピューターの問題により給与の未払いが発生したことを発表した。この問題はさらに1ヶ月後に解決した。

### イギリスにおける赤いポピー禁止
2010年11月、イギリスのサウサンプトンの店舗で、18歳の女性従業員Harriet Phippsが、休戦記念日を祝すため身に着けていた赤いポピーの花を外すように注意された。彼女は現在イラクやアフガニスタンで従事するイギリスおよびアメリカによる連合軍および従事する友人に対しての記念もあってこの花をつけていた。同社は、この花がユニフォームに合わないため禁止したとした。
しかし11月8日、Facebookに「1892年からアメリカで活動してきた私たちは世界大戦や現在も続く軍の紛争に従事し犠牲になったイギリスおよびアメリカの軍人の方々に感謝しています。私たちの企業ポリシーでは休戦記念日に感謝の気持ちを込めてポピーを身につけることを認めます。次にくる休戦記念日ではこのポリシーを再確認するつもりです。」と掲載した。

### サヴィル・ロウにおける子供服店
2012年、サヴィル・ロウのNo. 3、ギーヴス・アンド・ホークスの隣に、子供向け店舗の計画を発表したが、ビートルズが過去に演奏したことのある場所であり、文化的に価値のある場所のため問題になった。サヴィル・ロウ端に位置する、バーリントン・ガーデンのメインのアバクロンビー&フィッチの存在を良く思っていなかった服飾店からの批判や反対に遭い、2012年4月23日月曜日、『The Chap 』誌により抗議団体が組織された。建設最中、ウェストミンスター市議会に異議が申し立てられ、2013年2月、議会はアバクロンビー&フィッチの今回の店舗計画のほとんどを拒否し、ナイトクラブのように外光を遮断するため「大きく破損」し、通常かけられている「非常に不適切」なアバクロンビー&フィッチの旗同様に街の景観を乱した窓を直すこととした。アバクロンビー&フィッチの訴えにより2月12日、公的調査が設定された。

### CEOによる複数の若年男性に対する性加害疑惑
2023年のBBCの調査報道番組「パノラマ」の取材により、CEOだったマイク・ジェフリーズと、そのイギリス人パートナーのマシュー・スミスが、仲介人を使って若年男性を集め、組織的なネットワークを通じて世界各地でセックスイベントを開催し、彼らを性的に搾取・虐待していた疑惑が浮上した。
ジェフリーズは、CEO時代に若い男性モデルを店員として起用し、上半身裸の挑発的な広告をビルボードに掲示する等、セックスアピールを多用するマーケティング戦略を取っており、BBCの取材に対し被害を訴える証言者の中には、「仲介人や他のリクルーターたちが、アバクロンビー・アンド・フィッチでモデルになれるかもしれないと、可能性をにおわせていた」と述べている人もおり、同社のモデルは「誰でもこうやって（性的な行為と引き換えに）出発するんだ」と信じ込まされていたという証言もある。
セックスイベントは人目に付かないところで開催され、同社の制服を着たジェフリーズ専属スタッフがイベントを監督しており、強烈な立ちくらみと意識障害を引き起こす可能性のある薬物が使用されたという証言がある。BBCが取材した男性全員が、秘密保持契約書に署名するよう要求されたと述べており、契約書を読む時間はほぼなく、写しも渡されず、この件について話せば訴えられると認識していたという。
2024年10月22日、ニューヨーク連邦地検はジェフリーズら3人を性的人身売買などの罪で逮捕、起訴したと発表した。